# Drženice
Drženice é um município da Eslováquia, situado no distrito de Levice, na região de Nitra. Tem 12,87 km² de área e sua população em 2018 foi estimada em 371 habitantes.

## Demografia
| Ano:        | 1994 | 2004   | 2014   | 2024   |
| ----------- | ---- | ------ | ------ | ------ |
| Broj ljudi: | 431  | 417    | 380    | 389    |
| Razlika:    |      | -3,24% | -8,87% | +2,36% |

| Ano:               | 2023 | 2024   |
| ------------------ | ---- | ------ |
| Número de pessoas: | 386  | 389    |
| Diferença:         |      | +0,77% |